# Pyatt
Pyatt é uma cidade  localizada no estado americano de Arkansas, no Condado de Marion.

## Demografia
Segundo o censo americano de 2000, a sua população era de 253 habitantes.
Em 2006, foi estimada uma população de 257, um aumento de 4 (1.6%).

## Geografia
De acordo com o United States Census Bureau, a localidade tem uma área de 3,3 km², sem área coberta por água. Pyatt localiza-se a aproximadamente 213 m acima do nível do mar.

## Localidades na vizinhança
O diagrama seguinte representa as localidades num raio de 24 km ao redor de Pyatt.